# Alrededor de una caseta de baño
Alrededor de una caseta de baño (Autour d'une cabine o Mésaventures d'un copurchic aux bains de mer) es una película de dibujos animados de Émile Reynaud que se rodó en 1894 y se estrenó en enero de 1895 en el museo Grévin de París y se proyectó hasta 1900 con el sistema del teatro óptico, que creaba la ilusión de movimiento gracias a la proyección de una película dibujada por el propio autor sobre una pantalla.

## Sinopsis

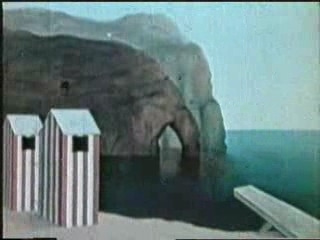
Resultado de reconstrucción de la imagen del fondo.

En una playa con dos casetas de baño, varios bañistas se lanzan desde un trampolín. Llega una mujer vestida elegantemente, paseándose con su perrito. De detrás de uno de los vestuarios, surge un hombre con gorra de marino, monóculo y aspecto educado, que acaba empujando y derribando a la mujer, la ayuda a levantarse y se excusa quitándose la gorra. La mujer entra a cambiarse, y el copurchic mira hacia el público, con gesto de extrañeza. Pero, acto seguido, se acerca a la ventanita de la cabina para observar a la mujer que se está cambiando de ropa. 
En ese momento llega el marido y, sorprende in fraganti al mirón y le da una patada en el trasero. El mirón se marcha y la mujer sale de la caseta, se quita el albornoz y se muestra en traje de baño. A continuación entran los dos en el agua para jugar y disfrutar, y se alejan nadando. Tras esto, aparece un barquito con una vela replegada movido a remos. El barquero deja los remos y despliega la vela, en la que se ve la frase: La répresentation est finie ("La representación ha acabado").

## Análisis
Autour d'une cabine es una película más elaborada que las precedentes. El prólogo con los bañistas zambulléndose en el mar ya aleja este tipo de espectáculo de las obras teatrales. Los efectos de sonido, que ya Reynaud incorporaba en la película con una pista electrónica sincronizada en la misma cinta, transportan al espectador a un verano de la época, poblado de la burguesía que disfruta de su ocio. La presencia del agua, las zambullidas y los bañistas por sí solos crean un ambiente relajado y evocador. Pero la presencia de la comicidad, las apariencias de gentlemen defraudadas por el mirón y la escena de amor alegre del final, dotan de caracterización psicológica a los personajes. Para esta obra pionera, los logros de Reynaud son estimables.
La obra se representó ininterrumpidamente en el museo Grévin de enero de 1895 a marzo de 1900, en directa competencia ya con el cinematógrafo de los hermanos Lumière. A partir de 1896, el programa del espectáculo en el que se ofrecía incluyó ya una película cinematográfica, Guillaume Tell, protagonizada por actores, aunque dirigida por el propio Reynaud. Sin embargo, este film de animación se mantuvo cinco años en cartel hasta que el Museo Grevín decidió acabar el contrato que estableció con Reynaud para la presentación de su espectáculo. Finalmente, y a pesar de que el realizador arrojó al río Sena la mayor parte de sus obras, esta se ha conservado como testimonio de un cine visionario y que se adelantó a su época.